# Campeonato Mundial de Biatlón de 1995
El XXXI Campeonato Mundial de Biatlón se celebró en la localidad alpina de Anterselva (Italia) entre el 16 y el 19 de febrero de 1995 bajo la organización de la Unión Internacional de Biatlón (IBU) y la Federación Italiana de Deportes de Invierno.

## Resultados

### Masculino
| Evento                     | Oro                                                                           | Plata                                                                       | Bronce                                                                            |
| -------------------------- | ----------------------------------------------------------------------------- | --------------------------------------------------------------------------- | --------------------------------------------------------------------------------- |
| 10 km velocidad (18.02)    | Patrice Bailly-Salins Francia 29:23,8                                         | Pavel Muslimov · Rusia · 29:25,7                                            | Ricco Groß · Alemania · 29:29,0                                                   |
| 20 km individual (16.02)   | Tomasz Sikora · Polonia · 1:01:36,0                                           | Jon Åge Tyldum · Noruega · 1:02:10,6                                        | Oleg Ryzhenkov · Bielorrusia · 1:02:16,4                                          |
| 10 km equipo (17.02)       | Noruega · Frode Andresen · Dag Bjørndalen · Halvard Hanevold · Jon Åge Tyldum | República Checa · Petr Garabík · Roman Dostál · Jiří Holubec · Ivan Masařík | Francia Thierry Dusserre Franck Perrot Lionel Laurent Stéphane Bouthiaux          |
| Relevos 4 × 7,5 km (19.02) | Alemania · Ricco Groß · Mark Kirchner · Frank Luck · Sven Fischer ·           | Francia Lionel Laurent Patrice Bailly-Salins Thierry Dusserre Hervé Flandin | Bielorrusia · Igor Jojriakov · Alexandr Popov · Oleg Ryzhenkov · Vadim Sashurin · |

### Femenino
| Evento                   | Oro                                                                                           | Plata                                                                            | Bronce                                                                                          |
| ------------------------ | --------------------------------------------------------------------------------------------- | -------------------------------------------------------------------------------- | ----------------------------------------------------------------------------------------------- |
| 7,5 km velocidad (18.02) | Anne Briand Francia 24:00,6                                                                   | Uschi Disl · Alemania · 24:05,9                                                  | Corinne Niogret Francia 24:07,0                                                                 |
| 15 km individual (16.02) | Corinne Niogret Francia 51:16,3                                                               | Uschi Disl · Alemania · 51:28,7                                                  | Ekaterina Dafovska Bulgaria 52:10,6                                                             |
| 7,5 km equipo (19.02)    | Noruega · Elin Kristiansen · Annette Sikveland · Gunn Margit Andreassen · Ann-Elen Skjelbreid | Alemania · Kathi Schwaab · Simone Greiner-Petter-Memm · Uschi Disl · Petra Behle | Francia Emmanuelle Claret Véronique Claudel Anne Briand Corinne Niogret                         |
| Relevos 4 × 6 km (17.02) | Alemania · Uschi Disl · Antje Harvey · Simone Greiner-Petter-Memm · Petra Behle ·             | Francia Corinne Niogret Véronique Claudel Florence Baverel Anne Briand           | Noruega · Ann-Elen Skjelbreid · Hildegunn Fossen · Annette Sikveland · Gunn Margit Andreassen · |

## Medallero
| Núm. | País            | Oro | Plata | Bronce | Total |
| ---- | --------------- | --- | ----- | ------ | ----- |
| 1    | Francia         | 3   | 2     | 3      | 8     |
| 2    | Alemania        | 2   | 3     | 1      | 6     |
| 3    | Noruega         | 2   | 1     | 1      | 4     |
| 4    | Polonia         | 1   | 0     | 0      | 1     |
| 5    | República Checa | 0   | 1     | 0      | 1     |
| 5    | Rusia           | 0   | 1     | 0      | 1     |
| 7    | Bielorrusia     | 0   | 0     | 2      | 2     |
| 8    | Bulgaria        | 0   | 0     | 1      | 1     |
|      | TOTAL           | 8   | 8     | 8      | 24    |